# Prix Abel
Pour les articles homonymes, voir Abel (homonymie).
Le prix Abel est une des deux plus prestigieuses récompenses en mathématiques avec la médaille Fields. Tous deux sont considérés comme équivalents d'un prix Nobel, inexistant pour cette discipline.

## Création
Le prix Abel est décerné annuellement à des mathématiciens par l'Académie norvégienne des sciences et des lettres.
En 2001, le gouvernement norvégien annonce qu'à l'occasion du bicentenaire de la naissance du mathématicien norvégien Niels Henrik Abel (1802-1829) va être créé un nouveau prix pour les mathématiciens. Ce prix est inspiré du prix Nobel, qui n'existe pas en mathématiques. Même si la médaille Fields, en raison de son prestige, a souvent été comparée au prix Nobel, elle en diffère sur certains aspects essentiels : en effet, elle distingue des travaux exceptionnels accomplis par un mathématicien avant l'âge de 40 ans, la récompense financière est modeste et le prix n'est remis que tous les quatre ans. Comme le prix Abel récompense plutôt l'œuvre d'une vie dans son ensemble, il est un meilleur équivalent du prix Nobel.

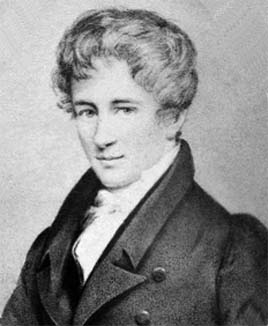
Niels Henrik Abel

## Prix
Le prix est décerné en mars de chaque année par l'Académie norvégienne des sciences et des lettres. Le comité de sélection est composé de cinq mathématiciens internationaux. Le prix est remis par le roi de Norvège et représente un montant de 6 millions de couronnes norvégiennes, c'est-à-dire un peu plus de 600 000 euros. La Norvège a donné pour le prix une dotation initiale de 200 millions de couronnes norvégiennes (environ 25 millions d’euros).

## Lauréats
| Pour des raisons techniques, il est temporairement impossible d'afficher le graphique qui aurait dû être présenté ici. |

| Année | Photo                      | Lauréat(s)              | Pays                | Institution(s)                                                                      | Contributions |
| ----- | -------------------------- | ----------------------- | ------------------- | ----------------------------------------------------------------------------------- | --- |
| 2003  | Jean-Pierre Serre          | Jean-Pierre Serre[3]    | France              | Collège de France                                                                   | « pour avoir joué un rôle clé dans l'élaboration dans leur forme moderne de plusieurs domaines des mathématiques comme la topologie, la géométrie algébrique et la théorie des nombres »                                                  |
| 2004  | Michael Francis Atiyah     | Michael Atiyah          | Royaume-Uni         | Université d'Édimbourg                                                              | « pour leur découverte et preuve du théorème de l'indice, reliant la topologie, la géométrie et l'analyse, et pour leur rôle remarquable dans la construction de nouvelles passerelles entre les mathématiques et la physique théorique » |
| 2004  | Isadore M. Singer          | Isadore Singer[4]       | États-Unis          | Massachusetts Institute of Technology                                               | « pour leur découverte et preuve du théorème de l'indice, reliant la topologie, la géométrie et l'analyse, et pour leur rôle remarquable dans la construction de nouvelles passerelles entre les mathématiques et la physique théorique » |
| 2005  | Peter Lax                  | Peter Lax[5]            | Hongrie États-Unis  | Courant Institute of Mathematical Sciences                                          | « pour ses contributions novatrices à la théorie et aux applications des équations aux dérivées partielles et au calcul de leurs solutions »                                                                                              |
| 2006  | Lennart Carleson           | Lennart Carleson[6]     | Suède               | Institut royal de technologie de Stockholm                                          | « pour ses travaux sur l'analyse harmonique et la théorie des systèmes dynamiques lisses » |
| 2007  | Srinivasa Varadhan         | Srinivasa Varadhan[7]   | Inde États-Unis     | Courant Institute of Mathematical Sciences                                          | « pour ses travaux sur la théorie des grandes déviations » |
| 2008  | Jacques Tits               | Jacques Tits            | Belgique France     | Collège de France                                                                   | « pour leurs travaux dans la formation de la théorie moderne des groupes » |
| 2008  | John Griggs Thompson       | John Griggs Thompson[8] | États-Unis          | Université de Floride                                                               | « pour leurs travaux dans la formation de la théorie moderne des groupes » |
| 2009  | Michail Gromow             | Mikhaïl Gromov[9]       | Russie France       | Institut des hautes études scientifiques Courant Institute of Mathematical Sciences | « pour ses contributions révolutionnaires à la géométrie » |
| 2010  | John T. Tate               | John Tate[10]           | États-Unis          | Université du Texas                                                                 | « pour l’étendue et le caractère durable de son influence sur la théorie des nombres » |
| 2011  | John Milnor                | John Milnor[11]         | États-Unis          | Université d'État de New York à Stony Brook                                         | « pour des découvertes novatrices en topologie, en géométrie et en algèbre » |
| 2012  | Endre Szemerédi            | Endre Szemerédi[12]     | Hongrie États-Unis  | Académie hongroise des sciences Université Rutgers                                  | « pour ses contributions fondamentales aux mathématiques discrètes et à l'informatique théorique, et en reconnaissance de l'impact profond et pérenne de ses contributions à la théorie additive des nombres et à la théorie ergodique »  |
| 2013  | Pierre Deligne             | Pierre Deligne[13]      | Belgique            | Institut des hautes études scientifiques Institute for Advanced Study               | « pour ses contributions fondamentales à la géométrie algébrique et leur impact sur la théorie des nombres, la théorie des représentations et les domaines apparentés »                                                                   |
| 2014  | Jakow Sinai                | Iakov Sinaï[14]         | Russie États-Unis   | Université de Princeton                                                             | « pour ses contributions fondamentales aux systèmes dynamiques, à la théorie ergodique et à la physique mathématique » |
| 2015  | John Forbes Nash           | John Forbes Nash        | États-Unis          | Université de Princeton                                                             | « pour des contributions fondamentales et absolument remarquables à la théorie des équations aux dérivées partielles non linéaires et ses applications à l'analyse géométrique »                                                          |
| 2015  | Louis Nirenberg            | Louis Nirenberg[2]      | Canada États-Unis   | Courant Institute of Mathematical Sciences                                          | « pour des contributions fondamentales et absolument remarquables à la théorie des équations aux dérivées partielles non linéaires et ses applications à l'analyse géométrique »                                                          |
| 2016  | Andrew Wiles               | Andrew Wiles[15]        | Royaume-Uni         | Université d'Oxford                                                                 | « pour sa démonstration stupéfiante du dernier théorème de Fermat en utilisant la conjecture de modularité pour les courbes elliptiques semi-stables, ouvrant une ère nouvelle en théorie des nombres »                                   |
| 2017  | Yves Meyer                 | Yves Meyer[16]          | France              | École normale supérieure Paris-Saclay                                               | « pour ses contributions déterminantes à la théorie des ondelettes » |
| 2018  | Robert Langlands           | Robert Langlands[17]    | Canada              | Institute for Advanced Study (Princeton)                                            | « pour son programme visionnaire qui relie la théorie des représentations et la théorie des nombres » |
| 2019  | Karen Uhlenbeck            | Karen Uhlenbeck[18]     | États-Unis          | Université du Texas à Austin                                                        | « pour son travail fondamental dans l’analyse géométrique et la théorie de jauge qui a radicalement modifié le paysage mathématique »[19]                                                                                                 |
| 2020  | Hillel (Harry) Furstenberg | Hillel Furstenberg[20]  | Israël / États-Unis | Université hébraïque de Jérusalem                                                   | « pour avoir été pionniers dans l'utilisation de méthodes de théorie des probabilités et des systèmes dynamiques en théorie des groupes, théorie des nombres et combinatoire »                                                            |
| 2020  | Grigory Margulis           | Gregori Margulis        | Russie / États-Unis | Université Yale                                                                     | « pour avoir été pionniers dans l'utilisation de méthodes de théorie des probabilités et des systèmes dynamiques en théorie des groupes, théorie des nombres et combinatoire »                                                            |
| 2021  | Avi Wigderson              | Avi Wigderson[21]       | Israël / États-Unis | Université de Princeton                                                             | « pour leurs contributions fondamentales à l'informatique théorique et aux mathématiques discrètes, et leur rôle dominant pour en faire des thèmes centraux des mathématiques modernes »                                                  |
| 2021  | László Lovász              | László Lovász[21]       | Hongrie États-Unis  | Institut de mathématiques Alfréd Rényi Université Loránd Eötvös                     | « pour leurs contributions fondamentales à l'informatique théorique et aux mathématiques discrètes, et leur rôle dominant pour en faire des thèmes centraux des mathématiques modernes »                                                  |
| 2022  | Dennis Sullivan            | Dennis Sullivan         | États-Unis          | CUNY Graduate Center et Stony Brook University                                      | « pour ses contributions fondamentales à la topologie dans son sens le plus large, en particulier à ses aspects algébriques, géométriques et dynamiques »[22]                                                                             |
| 2023  | Dennis Sullivan            | Luis Caffarelli         | Argentine           | Texas University, Austin                                                            | « pour ses contributions fondamentales à la théorie de la régularité pour les équations aux dérivées partielles nonlinéaires, y compris dans les problèmes à frontière libre et pour l'équation de Monge-Ampère »[23]                     |
| 2024  | Michel Talagrand en 1995   | Michel Talagrand        | France              | Centre national de la recherche scientifique                                        | « pour ses contributions novatrices à la théorie des probabilités et à l'analyse fonctionnelle, avec des applications remarquables en physique mathématique et en statistique »[24]                                                       |
| 2025  | Michel Talagrand en 2006   | Masaki Kashiwara        | Japon               | Institut de recherches pour les sciences mathématiques                              | « pour ses contributions fondamentales à l'analyse algébrique et à la théorie des représentations, en particulier le développement de la théorie et la découverte des bases cristallines »[25]                                            |
Remarque : depuis 2003, une seule femme a été lauréate du prix.

### Répartition par pays et proportion de binationaux
En 2025, 11 récipiendaires sur 26 étaient binationaux.
- États-Unis : 16/26 dont 9 binationaux
- France : 5/26 dont 2 binationaux
- Hongrie : 3/26 tous binationaux américains
- Russie : 3/26 tous binationaux américains ou français
- Royaume-Uni : 2/26, dont 1 binational libanais
- Canada : 2/26 dont 1 binational américain
- Belgique : 2/26 dont 1 binational français
- Israël : 2/26 tous binationaux américains
- Inde : 1/26 binational américain
- Japon : 1/26
- Liban : 1/26 binational anglais
- Suède : 1/26